# Hohenfelde, Rostock
Hohenfelde là một đô thị thuộc huyện Rostock (trước thuộc huyện huyện Bad Doberan), bang Mecklenburg-Vorpommern, Đức. Đô thị này có diện tích 9,43 km², dân số thời điểm ngày 31 tháng 12 năm 2006 là 839 người.